# Núria Sebastián
Nuria Sebastián es una psicóloga española.
Es catedrática de psicología de la Universidad Pompeu Fabra. Doctora en psicología experimental por la Universidad de Barcelona, hizo la formación puesto-doctoral al Instituto Max Planck (Múnich) y al CNRS (París). En 1988 se incorporó como profesora en la Universitat de Barcelona, hasta el 2009, año en que se incorporó a la Unidad de Cognición y Cerebro, la Universidad Pompeu Fabra, donde dirige el grupo de investigación SAP (Speech Acquisition and Processing). Su investigación se centra en el proceso de aprendizaje de lenguas, especialmente en las poblaciones bilingües. Ha sido investigadora invitada en varios centros de investigación, como por ejemplo la Universidad de Pensilvania, la University College en Londres y la Universidad de Chicago. 
Ha sido reconocida internacionalmente con el premio de la Fundación James S. McDonnell e impartió las prestigiosas «Nijmegen Lecturas» en 2005. En 2007 obtuvo el Premio Ig Nobel de Lingüística. En 2009 y en 2014 obtuvo el premio Academia de la ICREA y en 2012, la medalla Narciso Monturiol como reconocimiento de su contribución científica. Ha sido presidenta de la Sociedad Europea de Psicología Cognitiva y es vicepresidenta del Consejo Europeo de Investigación.